# Moses Israel Finley
Sir Moses Israel Finkelstein, meglio noto come Moses Finley (New York, 20 maggio 1912 – Cambridge, 23 giugno 1986), è stato uno storico ed etnologo statunitense naturalizzato britannico, che si è occupato soprattutto di studiare le differenze e il rapporto tra schiavitù e libertà.
La sua opera più importante è The Ancient Economy, pubblicata nel 1973, nella quale sostiene che l'economia nell'antichità era influenzata dallo status e dall'ideologia civica più che da motivazioni economiche razionali.

## Biografia
Finley nacque nel 1912 a New York col nome di Moses Israel Finkelstein da Nathan Finkelstein e Anna Katzenellenbogen. Frequentò la Syracuse University e la Columbia University. Anche se il suo master fu in diritto pubblico, la maggior parte delle sue opere riguardano la storia antica, specie per ciò che riguarda gli aspetti socioeconomici del mondo classico. Insegnò alla Columbia University e al City College di New York, dove fu influenzato dagli esponenti della Scuola di Francoforte che lavoravano in esilio in America. Nel 1952, durante la seconda paura rossa, Finley fu licenziato dal suo impiego alla Rutgers University; nel 1954 fu convocato dalla United States Senate Subcommittee on Internal Security del Senato americano e gli fu chiesto se fosse mai stato un membro del Partito Comunista degli Stati Uniti d'America, ma Finley rifiutò di rispondere appellandosi al Quinto emendamento.
Non riuscendo più a trovare un impiego negli Stati Uniti, nel 1955 emigrò in Inghilterra, dove insegnò studi umanistici per molti anni all'Università di Cambridge, prima come non cattedratico in sociologia antica e storia economica al Jesus College (1964-1970), poi come professore di storia antica per altri nove anni e infine come "Master" del Darwin College (1976-1982). Ampliò il campo d'azione degli studi classici dalla filologia alla cultura, economia e società. Divenne cittadino britannico nel 1962 e Fellow of the British Academy nel 1971; divenne cavaliere dell'Ordine dell'Impero Britannico nel 1979.
Tra le sue opere, The World of Odysseus (Il mondo di Odisseo), pubblicato a New York nel 1954 e ampliato e rivisto nel 1978: nel libro, che avrebbe avuto una grande influenza, Finley utilizza le scoperte di etnologi e antropologi come Marcel Mauss per indagare su Omero con un approccio così radicale da far sentire nel 1956 al suo nuovo editore londinese la necessità di chiedere una rassicurante introduzione a un affermato classicista, Maurice Bowra. Paul Cartledge disse nel 1995 che «[...] in retrospettiva il piccolo capolavoro di Finley può essere visto come il seme dell'attuale fioritura di studi di impostazione antropologica sulla cultura e sulla società greco-antica». La sua autorevolezza e la sua notorietà furono riconosciute dalla Regina Elisabetta II d'Inghilterra, che nel 1979 lo nominò Cavaliere.
L'opera più importante di Finley rimane The Ancient Economy (L'economia degli antichi e dei moderni), pubblicata nel 1973, basata sul ciclo di Sather Classical Lectures che aveva tenuto all'Università della California - Berkeley. In essa Finley mosse un deciso attacco alla tradizione modernista nel campo della storia dell'economia antica. Seguendo l'esempio di Karl Polanyi, Finley sostenne che l'economia antica non doveva essere analizzata utilizzando i concetti della moderna scienza economica, perché a quel tempo la sfera economica non era considerata come separata dalla sfera della società e perché l'agire economico nell'antichità non era determinato da esigenze principalmente economiche, ma da ragioni sociali. Il testo è stato esaminato negli anni successivi ed è stato criticato, tra gli altri, da Kevin Greene, secondo cui Finley avrebbe sottovalutato l'importanza dell'innovazione tecnologica, e da C. R. Wittaker, che rifiuta il concetto di "città di consumatori".
Finley morì a Cambridge nel 1986 come cittadino britannico. La maggior parte delle sue opere più importanti è stata tradotta e pubblicata in italiano, soprattutto per i tipi della Casa editrice Laterza. 

## Opere
- Studies in Land and Credit in Ancient Athens, 500–200 B.C.: The Horos Inscriptions (1951).
- The World of Odysseus, New York, Viking Press, 1954.
  - Il mondo di Odisseo, traduzione di Henry Furst e Orsola Nemi, Bologna, Cappelli, 1956.
  - Il mondo di Odisseo, traduzione di Fausto Codino, Roma-Bari, Laterza, 1978.
- The Ancient Greeks, London, Chatto & Windus, 1963.
  - Gli antichi Greci, traduzione di Fausto Codino, Torino, Einaudi, 1965.
- A History of Sicily, I: Ancient Sicily to the Arab Conquest, London, Chatto & Windus, 1968.
  - Storia della Sicilia antica, traduzione di Lucia Biocca Marghieri, Bari, Laterza, 1970.
- Aspects of Antiquity: Discoveries and Controversies (1968).
- La Grecia: dalla preistoria all'età arcaica (1970).
- The Ancient Economy, London, Chatto & Windus, 1973.
  - L'economia degli antichi e dei moderni, traduzione di Iole Rambelli, Roma-Bari, Laterza, 1974.
- La democrazia degli antichi e dei moderni (1973).
- Studies in Ancient Society, editor (1974).
- Uso e abuso della storia: il significato, lo studio e la comprensione del passato (1975).
- Schliemann's Troy: One Hundred Years After (1975).Studies in Roman property, editor (1976).
- I giochi olimpici, with H.W. Pleket (1976).
- Schiavitù antica e ideologie moderne (1980).
- The Legacy of Greece: A New Appraisal (1981).
- Economy and Society in Ancient Greece, edited with an Introduction by Brent D. Shaw and Richard P. Saller, London, Chatto & Windus, 1981.
  - Economia e società nel mondo antico, a cura di Brent D. Shaw e Richard P. Saller, traduzione di Sergio Rinaldi Tufi, Roma-Bari, Laterza, 1984.
- Authority and Legitimacy in The Classical City-State (1982).
- La politica nel mondo antico a cura di Elio Lo Cascio, Roma-Bari, Laterza 1983 (II ed. 1993).
- Problemi e metodi di storia antica (1985), ed. it. Roma-Bari, Laterza 1987.

Finley ha anche curato numerose raccolte di saggi di storia antica.